# Brian Pendleton
Brian Pendleton (13 de abril de 1944-16 de mayo de 2001) fue un guitarrista británico, miembro fundador del grupo pop de los años 1960 The Pretty Things.

## Primeros años
Nacido en Durham, Pendleton se trasladó al sur cuando era niño y asistió a la Dartford Grammar School.  Después de la escuela, empezó a trabajar en el mismo campo que su padre como aprendiz de empleado de seguros, antes de responder a un anuncio publicado en Melody Maker por Dick Taylor y Phil May de The Pretty Things, buscando un guitarrista. 

## Carrera musical
Como guitarrista rítmico de The Pretty Things, Pendleton participó en sus dos primeros álbumes, The Pretty Things y  Get the Picture, y el período de mayor éxito comercial de la banda, cuando disfrutaron de éxitos como "Rosalyn" y "Don't Bring Me Down" (1964) y "Honey I Need" (1965). Brian tocó la memorable guitarra slide en "Rosalyn", y el sonido de Pretty Things de la época debe mucho a su forma de tocar la guitarra rítmica. En diciembre de 1966, agotado por la vida en la carretera,  Pendleton abandonó la banda repentinamente mientras se dirigía a un concierto en Leeds, y dejó la industria musical.

## Vida posterior y fallecimiento
Pendleton se convirtió en suscriptor de seguros y siguió esta carrera durante más de 20 años, trabajando para Sun Alliance Insurance y más tarde para Prudential plc. El 25 de mayo de 2001 fue encontrado muerto junto a la puerta de su piso en Maidstone (Kent); padecía un cáncer de pulmón. Le sobrevivieron dos hijos.